# Плоске (округ Кошиці-околиця)
Плоске (словац. Ploské) — село в окрузі Кошиці-околиця Кошицького краю Словаччини. Площа села 10,01 км². Станом на 31 грудня 2016 року в селі проживало 906 жителів.

## Історія
Перші згадки про село датуються 1270 роком - утворено шляхом об'єднання 3-х сіл.

## Населення
| Рік:            | 1994. | 2004.    | 2014.   | 2024.    |
| --------------- | ----- | -------- | ------- | -------- |
| Кількість осіб: | 700   | 811      | 874     | 1032     |
| Різниця:        |       | +15,85 % | +7,76 % | +18,07 % |

| Рік:            | 2023. | 2024.   |
| --------------- | ----- | ------- |
| Кількість осіб: | 1003  | 1032    |
| Різниця:        |       | +2,89 % |